# Čitluk (Priboj)
Čitluk (Servisch cyrillisch Читлук) is een plaats in de Servische gemeente Priboj. De plaats telt 195 inwoners (2002).